# ميتشيل غيل
ميتشيل غيل (بالإنجليزية: Mitchell Gale)‏ هو لاعب كرة القدم الكندية أمريكي، ولد في 7 يناير 1990 في ألفا في الولايات المتحدة.

## وصلات خارجية
- ميتشيل غيل على موقع JustSportsStats.com (الإنجليزية)